# Prionospio rugosa
Prionospio rugosa är en ringmaskart som beskrevs av Sigvaldadóttir 1997. Prionospio rugosa ingår i släktet Prionospio och familjen Spionidae. Inga underarter finns listade i Catalogue of Life.